# راهول راج ماير
راهول راج ماير هو سائق سباق ماليزي، ولد في 20 يوليو 1996 في كوالالمبور في ماليزيا.